# オクタイ・デレリオール
オクタイ・デレリオール（トルコ語: Oktay Derelioğlu、1975年12月17日 - ）は、トルコの元サッカー選手、サッカー指導者。元トルコ代表。現役時代のポジションはFW。

## 概要
1998 FIFAワールドカップ・ヨーロッパ予選でベルギー代表相手に得点した事で著名な選手である。この試合で彼はベルギーのディフェンダーを六人、そのうちの一人に至っては二回抜いて得点し、ディエゴ・マラドーナが1986 FIFAワールドカップ準々決勝で決めた「世紀のゴール」と比肩された得点であった。
また、ベシクタシュJKに長く在籍し、ヨーロッパの大会で合計14得点を同クラブで獲得、これはクラブ最多得点記録となっている。

## 経歴

### ベシクタシュ以前
イスタンブールに生まれた彼は地元のファティー・カラギュムリュクSKでサッカー選手となる。わずか14歳にして初出場を果たし、この試合では66分に交代出場と云う形であった。ここで2シーズンを過ごし、20試合5得点を獲得した。
その後、トラブゾンスポルに移籍。しかし、トラブゾンスポルでは出場機会に恵まれず、1シーズンで退団、ユースクラブでは3試合4得点の成績を残した。

### ベシクタシュ
1993-94シーズンにベシクタシュJKに移籍した。1993年8月29日に初出場となり、フェイアス・ウチャル、セルゲン・ヤルチュン、ルザ・チャルンバイらと肩を並べた。初シーズンから27試合9得点と活躍し、その後も1996-97シーズンに22得点、カップ4度優勝などの輝かしい成績を残した。

### その後
1999-2000シーズン開幕前にスィイルトスポルに移籍。1999年11月11日にレンタル移籍するまでに4試合2得点の活躍をした。移籍先となったガズィアンテプスポルでも20試合16得点の活躍をした。
翌シーズンは200万ユーロでスペインのUDラス・パルマスに移籍。しかし2試合の出場の後の2ヶ月後にはトルコに帰国した。と云うのも彼は当時のラス・パルマスの主将ヴィニー・サムウェイズとトレーニング中に口論になった為である。彼の説明するにはチームメイトがボールを彼に渡さなかったとの事である。
帰国した後にはトラブゾンスポルに再び加入。13試合14得点の活躍を見せた。しかしながら翌年、2001年7月25日にはフェネルバフチェSKに移籍。理由として給与の未払いを彼は述べている。その後、2002-03シーズンの冬の移籍市場が閉まる最終日にサムスンスポルに移籍した。
シーズンが終わると再び海外に進出し、ドイツの1.FCニュルンベルクに加入したものの、冬の移籍市場で再びトルコに復帰した。この時はアクチャーバト・セバススポルに移籍して21試合9得点の成績を残した。その後、2004-05シーズン始めにはアゼルバイジャンのFKハザル・レンコランに移籍した。
冬の移籍市場でトルコに帰国した後はクラブを転々とし、4クラブに2年半の在籍、出場は僅か18試合に止まった。キャリアの最後は選手デビューを果たしたファティー・カラギュムリュクで凄し、4試合1得点の出場、2007-08シーズンの終了を前にして選手を引退した。

## 代表歴
1990年にU-16代表で代表初出場を果たした。その後、U-17、U-18、U-21の年代でも代表に出場し、ユース年代としては合計65試合33得点の活躍を遂げた。
A代表には1995年に初招集され出場、1995年から2001年にかけて18試合に出場した。